# Анадолкьой
Анадолкьой (на румънски: Anadalchioi) е бивше село в Северна Добруджа, сега квартал на град Кюстенджа, Румъния

## История
До 1940 година в Анадолкьой има преобладаващо българско население, което се изселва в България по силата на подписаната през септември същата година Крайовската спогодба.